# Владая (дем Кукуш)
 Тази статия е за селото в Егейска Македония, Гърция.  За селото в България вижте Владая.  
Владая (на гръцки: Ακρίτας, Акритас, до 1926 година Βλαδάγια, Владая) е село в Егейска Македония, Гърция, дем Кукуш (Килкис) на административна област Централна Македония.

## География
Селото е разположено на 220 m надморска височина, на 3,5 km южно от Дойранското езеро и село Дойран (Дойрани).

## История

### Етимология
Според „Българския етимологичен речник“ името произхожа от личното име Владай, запазено в 1577 година във влахобългарска грамота – сравнимо е старополското лично име Włodау. Името е прилагателно с наставка -ja, тоест Владаева (вьсь, тоест село) или родителен падеж от Владай – сравними са сръбското местно име Владаје, румънското Vlădaia и други. Възможно е и името да е направо от женското лично име Владая, запазено във влахобългарска грамота от 1610 година.

### В Османската империя
В османски данъчни регистри на немюсюлманското население от вилаета Аврет хисаръ̀ от 1619 – 1620 година е отбелязано, че селото има 3 джизие ханета (домакинства).
В „Етнография на вилаетите Адрианопол, Монастир и Салоника“, издадена в Константинопол в 1878 година и отразяваща статистиката на населението от 1873 година, Владя (Vladya) е посочено като селище в каза Аврет Хисар (Кукуш) с 50 домакинства, като жителите му са 264 българи.
Към 1900 година според статистиката на Васил Кънчов („Македония. Етнография и статистика“) Владая е село в Дойранска каза и брои 150 жители българи.
Цялото население на селото е под върховенството на Българската екзархия. По данни на секретаря на екзархията Димитър Мишев („La Macédoine et sa Population Chrétienne“) в 1905 година във Владая има 232 българи екзархисти и работи българско училище. В 1906-1907 година свещеник в селото е Христо Наков.
При избухването на Балканската война в 1912 година двама души от Владая са доброволци в Македоно-одринското опълчение.
Владая пострадва по време на Междусъюзническата война. В Карнегиевата анкета селото е посочено като едно от 11-те български села в Дойранско, опожарени от гръцки войски.

### В Гърция
В 1913 година след Междусъюзническата война селото попада в Гърция. Боривое Милоевич пише в 1921 година („Южна Македония“), че Владая (Владаja) има 23 къщи славяни християни. Българските му жители бягат в България по време на Междусъюзническата война и в 1913 година селото е без жители. Още след Първата световна война в селото са заселени няколко семейства гърци бежанци. По-късно са заселени още бежанци от Кавказ и Понт. В 1928 година в селото има 86 бежански семейства с 293 жители. В 1926 година селото е прекръстено на Акритас.
Църквата „Свети Георги“ от 1884 година е обявена за исторически паметник на 27 юни 1987 година. В селото има и църква „Свети Антоний“ от 1888 година.
Населението традиционно произвежда много жито и тютюн и се занимава и със скотовъдство.
| Име              | Име              | Ново име     | Ново име      | Описание                                |
| ---------------- | ---------------- | ------------ | ------------- | --------------------------------------- |
| Крастали         | Κραστάλ          | Кокини Корфи | Κόκκινη Κορφή | възвишение на ЮИ над Крастали (467,4 m) |
| Махали           | Μαχαλάδες        | Синокиес     | Συνοικίες     | местност на ЮЗ от Владая                |
| Буюкли           | Μπουγιουκλή      | Мустаки      | Μουστάκι      | местност на ЮЗ от Владая                |
| Владая           | Βλαντάγια        | Корфовуни    | Κορφοβούνι    | възвишение на ЮЗ от Владая              |
| Владайски проход | Στενά Βλανταγιάς | Перасмата    | Περάσματα     | проход на И от Владая                   |

| Година    | 1913 | 1920 | 1928 | 1940 | 1951 | 1961 | 1971 | 1981 | 1991 | 2001 | 2011 | 2021 |
| --------- | ---- | ---- | ---- | ---- | ---- | ---- | ---- | ---- | ---- | ---- | ---- | ---- |
| Население | 0    | 66   | 368  | 522  | 417  | 381  | 328  | 253  | 231  | 232  | 149  | 110  |

## Личности
Родени във Владая
- Вано Колев (1885 – ?), македоно-одрински опълченец, Втора и Четвърта рота на Трета солунска дружина[18]
- Дино Стоянков, български революционер от ВМОРО, четник на Кимон Георгиев[19]
- Йезекиил Кефалас (р. 1938), гръцки духовник
- Йосиф Тошков (1903 – 1933), български комунист
- Кирил Митев (Митов, ? – 1913), македоно-одрински опълченец, Първа рота на Трета солунска дружина, загинал в Междусъюзническата война на 18 юни 1913 година[20]
- Спирос Авгитидис (1935 – 2010), гръцки политик
- Христов, български свещеник и революционер, деец на ВМОРО, изгорял при взрив на боеприпаси[21]